# Diómedes Antonio Espinal de León
Diómedes Antonio Espinal de León (Moca, 25 agosto 1949) è un vescovo cattolico dominicano, dal 24 maggio 2006 vescovo di Mao-Monte Cristi.

## Biografia
Diómedes Antonio Espinal de León è nato a Moca il 25 agosto 1949.

### Formazione e ministero sacerdotale
Ha compiuto gli studi ecclesiastici nel seminario minore "San Pio X" di Santiago de los Caballeros. Dal 1970 al 1974 ha studiato per la licenza in filosofia nella Pontificia Università Cattolica "Madre e Maestra"  e dal 1974 al 1978 ha studiato per la licenza in scienze religiose nel seminario pontificio "San Tommaso d'Aquino".
Il 22 luglio 1978 è stato ordinato presbitero per la diocesi di Santiago de los Caballeros. In seguito è stato vicerettore del seminario minore "San Pio X" dal 1978 al 1979 di Santiago de los Caballeros, rettore dello stesso dal 1979 al 1984, coordinatore della zona pastorale di Imbert dal 1984 al 1986, docente di un corso pastorale biblica a Medellín dall'aprile al dicembre del 1986, formatore nel seminario pontificio "San Tommaso d'Aquino" di Santo Domingo dal 1986 al 1989, parroco della parrocchia di Nostra Signora del Rosario a Moca dal 1989 al 1992 e poi di nuovo formatore in seminario dal 1992 al 1995. Nel 1995 è stato inviato in Spagna per studi. Nel 1997 ha conseguito la licenza in diritto canonico presso la Pontificia Università di Salamanca. Tornato in patria è stato rettore del seminario minore "San Pio X" dal 1997 al 2000.

### Ministero episcopale
Il 20 aprile 2000 papa Giovanni Paolo II lo ha nominato vescovo ausiliare di Santiago de los Caballeros e titolare di Vardimissa. Ha ricevuto l'ordinazione episcopale il 2 giugno successivo dall'arcivescovo metropolita di Santiago de los Caballeros Juan Antonio Flores Santana, co-consacranti il vescovo di San Pedro de Macorís Francisco Ozoria Acosta e l'arcivescovo François Robert Bacqué, nunzio apostolico nella Repubblica Dominicana e delegato apostolico a Porto Rico.
Il 24 maggio 2006 papa Benedetto XVI lo ha promosso vescovo di Mao-Monte Cristi. Ha preso possesso della diocesi il 22 luglio successivo.
Nel luglio del 2007 e nel maggio del 2015 ha compiuto la visita ad limina.
In seno alla Conferenza dell'episcopato dominicano è membro del consiglio permanente  e presidente della commissione per la pastorale della mobilità umana. In precedenza è stato presidente della commissione per la formazione umana e religiosa, delegato al Consiglio episcopale latinoamericano, membro della commissione per il seminario maggiore e presidente della Conferenza dal 7 luglio 2017 al 1º luglio 2020.

## Genealogia episcopale
La genealogia episcopale è:
- Cardinale Scipione Rebiba
- Cardinale Giulio Antonio Santori
- Cardinale Girolamo Bernerio, O.P.
- Arcivescovo Galeazzo Sanvitale
- Cardinale Ludovico Ludovisi
- Cardinale Luigi Caetani
- Cardinale Ulderico Carpegna
- Cardinale Paluzzo Paluzzi Altieri degli Albertoni
- Papa Benedetto XIII
- Papa Benedetto XIV
- Papa Clemente XIII
- Cardinale Marcantonio Colonna
- Cardinale Giacinto Sigismondo Gerdil, B.
- Cardinale Giulio Maria della Somaglia
- Cardinale Carlo Odescalchi, S.I.
- Vescovo Eugène de Mazenod, O.M.I.
- Cardinale Joseph Hippolyte Guibert, O.M.I.
- Cardinale François-Marie-Benjamin Richard
- Cardinale Pietro Gasparri
- Cardinale Clemente Micara
- Arcivescovo Salvatore Siino
- Vescovo Hugo Eduardo Polanco Brito
- Arcivescovo Juan Antonio Flores Santana
- Vescovo Diómedes Antonio Espinal de León